# Миле Недељковић
Миодраг „Миле“ Недељковић (Крћевац, Општина Топола, 2. март 1941 — Београд, 30. мај 2009) био је српски новинар, етнолог, публициста и књижевник.

## Биографија
Основну школу завршио у родном Крћевцу, нижу гимназију у Аранђеловцу, гимназију похађао у Аранђеловцу а матурирао у Лазаревцу (1960). Апсолвирао на групи за светску књижевност Филолошког факултета у Београду, дипломирао на Филозофском факултету на групи за етнологију (1978). Радни век провео у Београду радећи као новинар или уредник у више редакција (Политика, Политика експрес, Радио ТВ ревија, Рад, Радничка штампа – издавачка делатност), као стручни сарадник (Институт за новинарство), као уредник у издавачкој делатности (Министарство за информације Србије). При крају радног века бива у групи новинара које незаконито отпушта са посла тадашњи директор Политике Драган Хаџи-Антић. По добијању судског спора о враћању на одговарајуће радно место, опредељује се за одлазак у пензију (2001).
Први новинарски прилог објавио као гимназијалац у Гласу Шумадије (1958), прву позоришну критику у гимназијском листу Наше дело (1960).
Био уметнички руководилац Драмског експерименталног студија СКУД Жикица Јовановић Шпанац (1963–1965) и управник Универзитетске експерименталне сцене Маска (1968). Предавао у школама Југословенског института за новинарство (1976–1991), био ментор за праксу студената књижевно-публицистичког смера Филолошког факултета у Београду (1984–1988) и координатор наставе на смеру журналистике у департману Београд новопазарског Факултета хуманистичких наука (2004–2009).
Подстицао стваралаштво младих у области уметности и културе (песнике, рецитаторе, играчке, певачке и позоришне аматерске дружине) и био предани сарадник Савеза аматера Србије.
После теже болести уз безмало непрекидан рад преминуо у Београду у породичној кући, сахрањен на месном гробљу у Крћевцу.
Удружење грађана Баштина и будућност – Аранђеловац 1859, под покровитељством СО Аранђеловац и уз подршку Министарства културе Републике Србије, утемељило је 2010. године Награду Миле Недељковић за најбољу књигу објављену у претходној години из области савремене фолклористике.
Био је члан Удружења новинара Србије (од 1973), члан Председништва УНС (1985–1987, 2000–2009), члан Етнолошког друштва Србије (1978), члан Удружења фолклориста Србије (1979), секретар Савеза удружења фолклориста Југославије (1986–1987), један од оснивача Задужбинског друштва „Први српски устанак“, иницијатор заснивања књижевне награде и истоимене публикације „Одзиви Филипу Вишњићу“ и манифестације „Винопије“, (вино пити а не напити се, оживљавање традиције обележавања Чистог понедељка, почетак ускршњег поста).
Добитник је Златне значке Културно-просветне заједнице Србије за несебичан, предан и дуготрајан рад и стваралачки допринос у ширењу културе народа и народности СР Србије (1988); први је добитник награде Вукове задужбине за науку за дело Годишњи обичаји у Срба (1990); за Лексикон народа света је добио Специјалну награду Осмог међународног салона књига у Новом Саду (2002); добитник је награде за животно дело Савеза новинара Србије и Црне Горе, у знак трајног признања за рад и допринос унапређењу новинарства Србије и Црне Горе (2006), Повеље Радио Београда 2 (поводом пола века постојања Радио Београда 2) за дугогодишњу сарадњу, допринос радио стваралаштву и афирмацију ауторског и критичког радија посвећеног култури и уметности (2008), и Повеље XIV међународног скупа „Власински сусрети” за свестран и значајан допринос на подручју етнологије и афирмације научног стваралаштва (2008).
Његови псеудоними били су: Јоаким Крћевачки, Миодраг Буђевац, еН, -е-ћ, Емил Диманш, М. Ј. Воскресенски, Четврти Шешир).
Превођен је на: енглески, француски, руски, немачки, шпански, бугарски и словеначки језик.

## Награда Миле Недељковић
Удружење грађана Баштина и будућност – Аранђеловац 1859, под покровитељством СО Аранђеловац и уз подршку Министарства културе Републике Србије, утемељило је 2010. године Награду Миле Недељковић за најбољу књигу објављену у претходној години из области савремене фолклористике.
Поводом доделе награде, уприличена је четвородневна манифестација 27-30. септембра 2010. године, уз пратеће етно-фолклористичке радионице. Том приликом, у оквиру програма манифестације, уз подршку и помоћ супруге Невенке Недељковић је приређена и изложба посвећена раду и животу Мила Недељковића. По одлуци жирија већином гласова награду је добио Александар Бачко за дело: Из прошлости сентандрејских породица, Зборник за српску етнографију и историју, књига 3, издање аутора, Београд, 2009. Осим награде уручене су и плакете које су добили: Бојан Јовановић (Речник јавашлука, Прометеј, Нови Сад, 2009), Боса Росић (Поменици на камену, Народни музеј Ужице, Ужице, 2009), Данијел Синани (Русаље, Српски генеалошки центар, одељење за етнологију и антропологију Филозофског факултета, Београд, 2009), Димитрије О. Големовић (Крстивоје, Друштво за очување српског фолклора Градац, Ваљево, 2009) и Немања Радуловић, (Слика света у српским бајкама, Институт за књижевност и уметност, Београд, 2009).
На манифестацији 23-25. септембра 2015. у Аранђеловцу добитник награде „Миле Недељковић“ био је проф. др Никола Павковић за књигу „Студије и огледи из правне етнологије“, издање Српског генеалошког центра из Београда (2014). Повеља „Миле Недељковић“ за животно дело уручена је проф. др Ненаду Љубинковићу. Годину дана касније, септембра 2016, добитник награде „Миле Недељковић” био је проф. др Немања Радуловић за књигу „Слике, формуле, једноставни облици”, издање „Чигоје” из Београда (2015), а повеље „Миле Недељковић” за животно дело проф. др Мирјана Дрндарски из Београда. У септембр 2017. године добитник награде „Миле Недељковић” био је Владета Коларевић из Брезовца код Аранђеловца за књигу „Усмена небиштина”, а повеље „Миле Недељковић” за животно дело етнолог Драгољуб Златковић из Пирота.

## Дела

### Публицистика
Чланке, есеје, књижевне приказе, позоришне и филмске критике и научна саопштења објављивао у листовима, часописима и стручним публикацијама:
- Студент (1962–1967)
- Видици (1964, 1967)
- Лето (1964)
- 20 семестара Шпанца (1964)
- Летопис Београдског универзитета (1965)
- Социолошке теме (1967–1968)
- Октобар (1967)
- ДМБ (1967)
- Нови Београд (1967–1971)
- Младост (1967–1970, 1988)
- Политика (1967–1968, 1972, 1977–1979, 1983)
- Пољоиндустрија (1968–1970)
- Панчевац (1968–1969)
- Фронт (1969)
- Глас Истре (1969)
- Крила Армије (1969)
- ПТТ весник (1969–1971)
- Сусрет (1970)
- НИН (1970)
- Задруга (1970–1971)
- Просветни преглед (1970–1971)
- Наша крила (1970–1971)
- Јеж (1971)
- Завичај (1971)
- Наше стварање (1971)
- Дом и школа (1972–1973)
- Књижевна реч (1972)
- Песничке новине (1972–1973, 1979–1984, 2006–2008)
- Илустрована политика, (1973)
- Трећи програм Радио-Београда (1973–1974)
- Вечерње новости (1974)
- Југословенски синдикати (1974–1980, 1987)
- Расковник (1975, 1987, 1988)
- Кораци (1975, 1980–1983, 1985, 1987)
- Рембас (1980–1983)
- Ехо (1980)
- Зборници XXVIII, XXIX, XXXI, XXXII, XXXIV конгреса Савеза удружења фолклориста Југославије (1981, 1982, 1984, 1985, 1987)
- Етнолошке свеске (1982, 1984, 1986, 1988)
- Новинарство (1982–1988)
- Зборник радова 1. конгреса југословенских етнологов ин фолклористов (1983)
- Етнолошки преглед (1983)
- Сабор (1984, 1986)
- Новопазарски зборник (1984, 2001, 2006)
- Научни скуп „Стваралаштво Димитрија Давидовића“ (1985)
- Зборник радова са научног скупа „Стање и проблеми научноистраживачког рада у области информисања“, (1985)
- Зборник Сјенице (1985–1986)
- Наша штампа (1985)
- Народно стваралаштво – Folklor (1985–1987)
- Сабор народног тваралаштва Србије (1986–1988)
- Делавска енотност (1986)
- Светлост (1996)
- Задужбина(1990–2008)
- Српско наслеђе (1998—1999)
- Глас (2001)
- Шабачки гласник (2008)

### Уређивао стручне листове ичасописе
- Народно стваралаштво – Folklor (1985–1989), орган Савеза удружења фолклориста Југославије;
- Расковник (1987–1991), часопис за књижевност и уметност;
- Новинарство (1983–1987), часопис Југословенског института за новинарство;
- Новинарски гласник (1985–1987), гласило Удружења новинара Србије;
- Наша штампа (1987–1988), гласило Савеза новинара Југославије;
- Новинарски летопис, свеске за историју новинарства (1988–1991);
- Задужбина (1990–2008), орган Вукове задужбине.

Уредник, рецензент, писац предговора или поговора већег броја књига и публикација.

### Покретач листова ичасописа
- Песничке новине (покренуо 1972 са групом младих књижевника. Главни уредник био 1972–1974, 1979, а у обновљеним Песничким новинама 1980–1987. члан је редакционог колегијума. Када су 2006. по трећи пут обновљене, као посебно заслужан за њихову појаву и постојање, нашао се у редакционом колегијуму где је водио рубрику историјског прегледа);
- Сабор народног стваралаштва Србије (фолклористички часопис који прати рад културно-уметничких удружења и фолклорних група; главни и одговорни уредник био 1985–2008);
- Зборник Сјенице (као резултат вишегодишњег научно-истраживачког пројекта САНУ „Рас и Сопоћани“, у којем је учествовао 1984–1986, покренуо са неколико научних радника и културних посленика Сјенице овај научни годишњак, чији је био један од уредника 1985–2003).

### Аутор драма
- Каријатиде (извела Студентска експериментална сцена у Београду, 1961);
- Могила (трећа награда на савезном конкурсу за Дан младости, 1961);
- Стублине (одломак штампан у зборнику Бити негде, 1966);
- Последњи војник комуне (објављена у Корацима, 5–6, 1975);
- Ноћ у Салашу Ноћајском (историјска једночинка, објавио ЧИН, Београд 2004).

### Сценариста
- Опленачка трилогија (1993, аутор првог дела трилогије снимљене у режији Милана Кнежеића);
- Вожд (1997, документарни филм у режији Крсте Шканате);
- Трагом Карађорђа (2004, документарно-играна ТВ серија у петнаест епизода у режији Мирослава Живановића, којом је обележена двестагодишњица Првог српског устанка и обнове српске државности).

### Коаутор у зборницима и књигама
- Бити негде, зборник књижевних радова (Нови Београд, 1966);
- Руковања, зборник књижевних радова (Нови Београд, 1968);
- Дунав тече, зборник књижевних радова (Нови Београд, 1970);
- Новинарство данас, Приручник за полазнике новинарских школа Југословенског института за новинарство у Београду (Београд, 1983);
- Два века српског новинарства (Институт за новинарство, Београд, 1992);
- Речник заблуда, сто неистина о Србији и српском народу и одговори на њих (Министарство за информације Републике Србије, Београд, 1994);
- Бели град, културна историја Београда (Mediart, Београд, 1997);
- Слово љубве Деспота Стефана Лазаревића (библиофилско издање Алдема, Београд, 2000, рукописао, илустровао и фреске сачинио Боле Милорадовић);
- Енциклопедија српског народа (аутор дела одредница о новинарима и новинарству, Завод за уџбенике, Београд, 2008).

### Приређивач
- Деловодни протокол Карађорђа Петровића, (Крагујевац – Топола, 1987);
- Народни календар „Шумадија“ (Крагујевац, 1993);
- Мемоари принца Томислава Карађорђевића (Топола – Опленац, 1999).

### Аутор књига и публикација
- Завеса пада, Прикази и белешке о позоришту (Нови Београд, 1968);
- 70 и 7 песника (антологија младих, мало познатих или сасвим непознатих песника, Београд, 1972);
- Годишњи обичаји у Срба (Вук Караџић, библиотека Корени, Београд 1990);
- Слава у Срба (Вук Караџић, Београд, 1991);
- Срби Граничари (оглед о Србима у Славонији, Хрватској и Далмацији – Београд, 1991; друго допуњено издање Београд, 1994),
- Крст и полумесец – најстрашнија српска раздеоба (Београд – Бијело Поље, 1993).
- Календар српских народних обичаја и веровања (Ваљевац, Библиотека Наслеђе, Ваљево 1994, 1995, 1996);
- Записи о Шумадији, књига I, (Крагујевац 1996);
- Обичајни календар за просту 1997 (Колубара, Ваљево1996);
- Српски обичајни календар (Чин, Београд 1998-2009);
- Записи о Шумадији, књига II, (Београд, 2000);
- Лексикон народа света (Српска књижевна задруга, ЈП Службени лист СРЈ, Посебна издања, Београд, 2001);
- Топола, Карађорђев град, Опленац (Топола 1989);
- Задужбина краља Петра I (Опленац 1992);
- Фендрек од Гараша (Орашац, 2001);
- Вождове војводе (Аранђеловац 2002);
- Орашац, колевка српске државности (Аранђеловац 2002);
- Косово и светски рат (Верзалпрес, Београд 1999);
- Новинарство, Основи (Београд 2003);
- Објава српског новинарства (Удружење новинара Србије, Београд, 2004);
- Хроника Удружења новинара Србије 1941–2006 (Унс – Службени гласник, Београд 2009)

### Значајнија дела
- Завеса пада, Прикази и белешке о позоришту, Нови Београд, 1968.
- 70 и 7 песника (антологија младих, мало познатих или сасвим непознатих песника, Београд, 1972
- Деловодни протокол Карађорђа Петровића 1812-1813, Крагујевац-Топола, 1987.
- Топола, Карађорђев град, Опленац, 1989.
- Годишњи обичаји у Срба, Београд, 1990.
- Слава у Срба, Београд, 1991.
- Срби граничари (оглед о Србима у Славонији, Хрватској и Далмацији, Београд, 1991.
- Задужбина краља Петра I, Опленац, 1992.
- Крст и полумесец - најстрашнија српска раздеоба, Београд-Бијело Поље, 1993.
- Народни календар „Шумадија", Крагујевац, 1993.
- Календар српских народних обичаја и веровања, Ваљево, (издања за 1994, 1995 и 1996 годину)
- Записи о Шумадији: 1. књига, Крагујевац, 1996.
- Српски обичајни календар, Ваљево, 1997.
- Српски обичајни календар, Београд, (издања за 1998, 1999, 2000, 2001, 2002, 2003, 2004, 2005, 2006, 2007, 2008 и 2009. годину)
- Косово и светски рат, Београд, 1999.
- Мемоари принца Томислава Карађорђевића, Топола-Опленац, 1999.
- Записи о Шумадији: 2. књига, Београд, 2000.
- Лексикон народа света, Београд, 2001.
- Фендрек од Гараша, Орашац, 2001.
- Вождове Војводе, Аранђеловац, 2002.
- Орашац, колевка српске државности, Аранђеловац, 2002.
- Новинарство, Основи, Београд, 2003.
- Објава српског новинарства, Београд, 2004.
- Хроника Удружења новинара Србије 1941-2006, Београд, 2009.